# Di tản khỏi Afghanistan 2021
Trong bối cảnh các lực lượng NATO rút khỏi cuộc chiến tranh Afghanistan và cuộc tấn công năm 2021 của Taliban, các quốc gia đã tiến hành sơ tán công dân mình và một số công dân Afghanistan dễ bị tổn thương đã khỏi Afghanistan. Sau sự sụp đổ của Kabul vào ngày 15 tháng 8 và sự sụp đổ của Cộng hòa Hồi giáo Afghanistan, sân bay quốc tế Hamid Karzai vẫn là tuyến đường duy nhất thoát khỏi quốc gia này do chưa được Taliban kiểm soát, và được bảo vệ bởi hàng nghìn quân NATO.
Mặc dù một số quốc gia trước đó đã bắt đầu các nỗ lực sơ tán quy mô nhỏ trong những tháng dẫn đến tháng 8 năm 2021, chẳng hạn như cuộc Tị nạn của Đồng minh Hoa Kỳ và Chiến dịch Pitting của Anh, sự sụp đổ của chính phủ Afghanistan xảy ra sớm hơn đáng kể so với dự đoán của thông tin tình báo và các nỗ lực sơ tán trở nên khẩn cấp hơn đáng kể. Một số quốc gia đã triển khai các hoạt động sơ tán mới, chẳng hạn như chiến dịch Devi Shakti của Ấn Độ. Trong khoảng thời gian từ ngày 14 tháng 8 đến ngày 25 tháng 8, Hoa Kỳ đã sơ tán khoảng 82.300 người khỏi sân bay quốc tế Hamid Karzai.

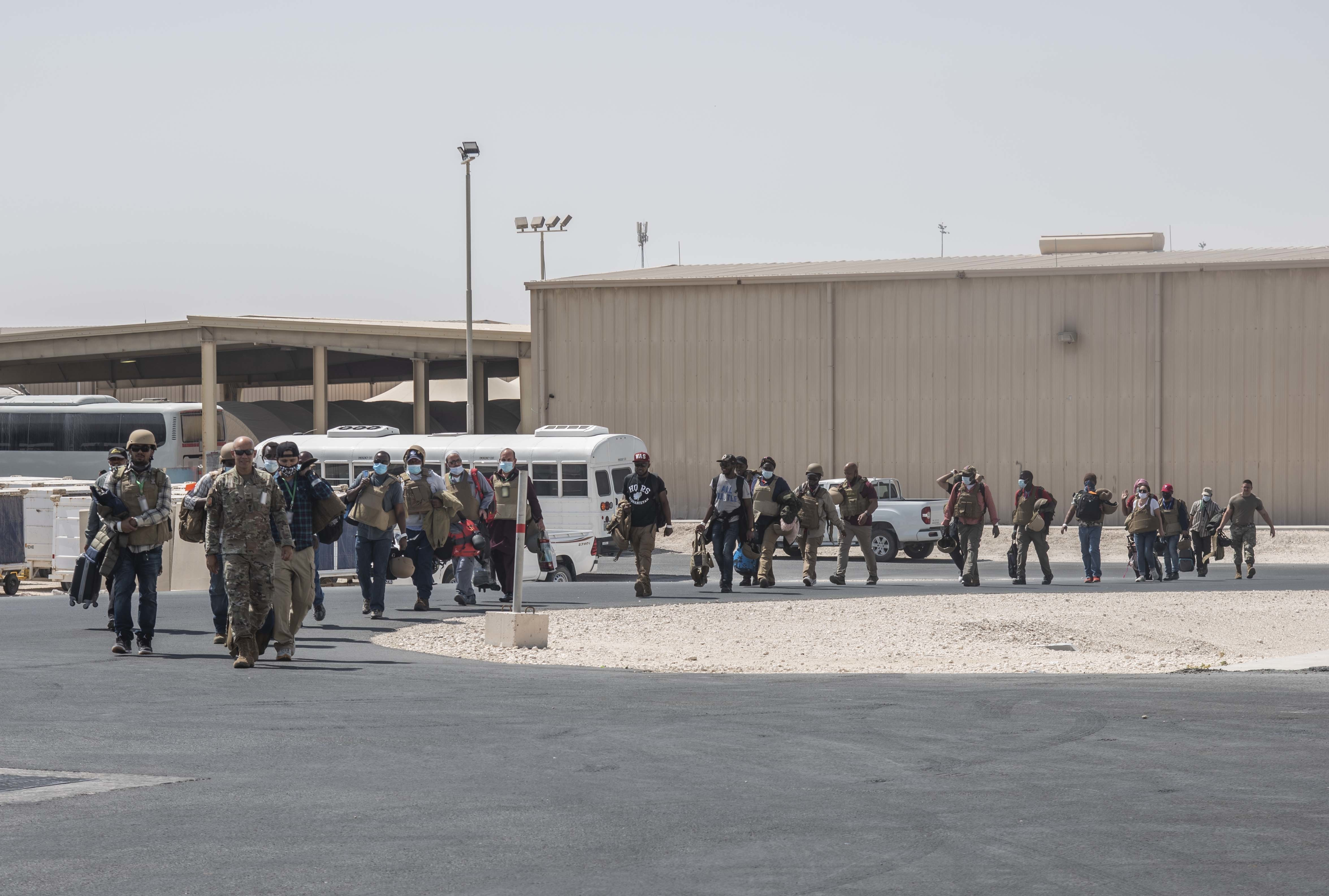
Nhân viên đại sứ quán Hoa Kỳ đến Căn cứ không quân Al Udeid ở Qatar từ Afghanistan vào ngày 15 tháng 8 năm 2021

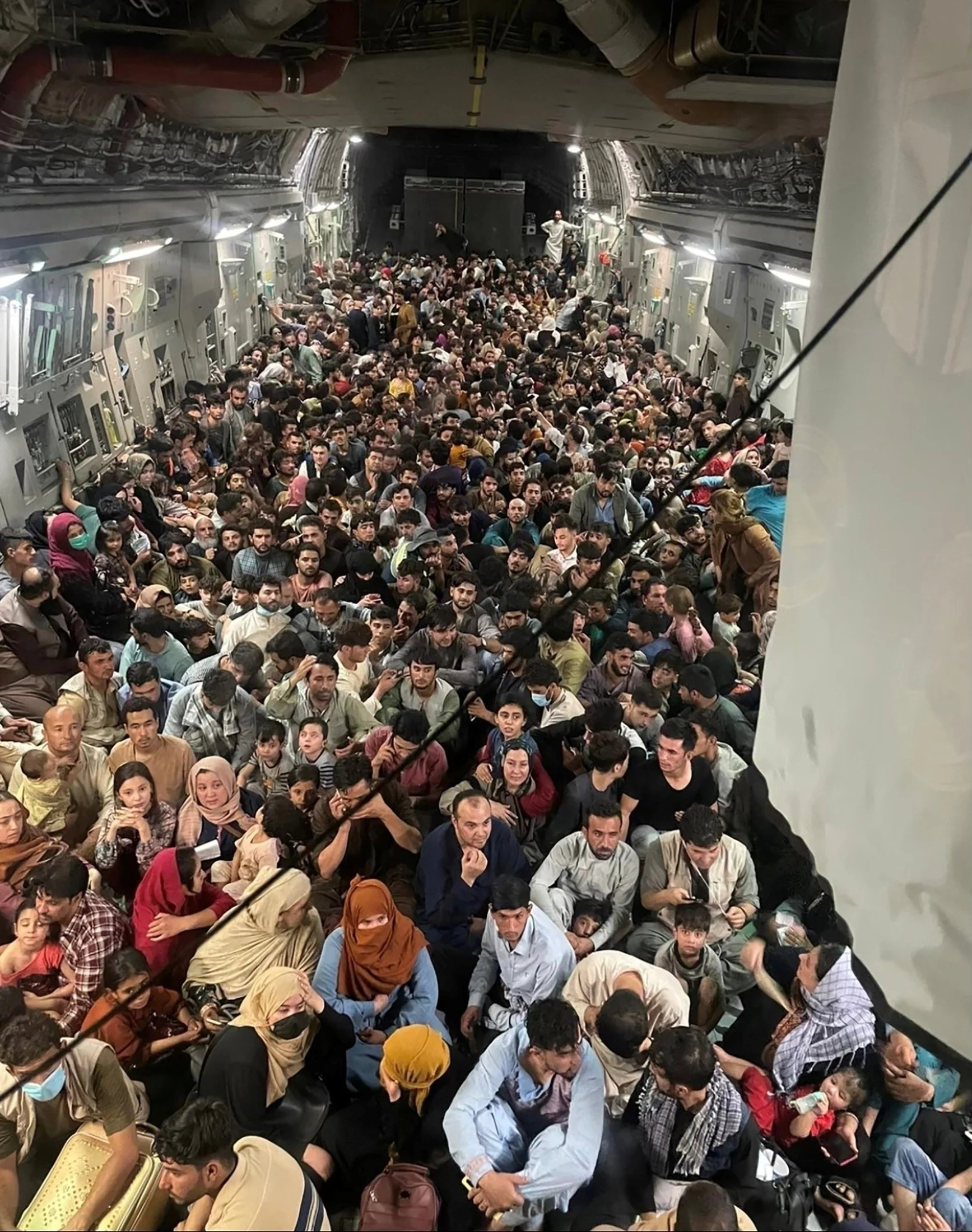
Một chiếc C-17 di tản 823 người ra khỏi Kabul ngày 15 tháng 8 năm 2021.